# アカイア (小惑星)
アカイア (1150 Achaia) は、小惑星帯に位置する小惑星の一つ。カール・ラインムートがハイデルベルクのケーニッヒシュトゥール天文台で発見した。
古代ギリシアに住んでいたアカイア人から名付けられた。